# Landtmannabanken
Landtmannabanken Ab var en finländsk affärsbank. Banken grundades 1909 och dess huvudkontor låg i Helsingfors. Banken hade också cirka 30 filialkontor i övriga Finland. 1920 fusionerades Landtmannabanken, Wasa Aktie Bank från Vasa och Åbo Aktiebank från Åbo till Unionbanken. Unionbanken blev en del av Helsingfors Aktiebank år 1931, och Helsingfors Aktiebank är sedan 1986 en del av Föreningsbanken.